# 파로 유나이티드 FC
파로 유나이티드 FC는 부탄의 축구단이다.